# Jody
Jody (biał. Ёды; ros. Иоды) – agromiasteczko na Białorusi, w rejonie szarkowszczyńskim obwodu witebskiego, około 18 km na północny zachód od Szarkowszczyzny; siedziba sielsowietu.
W miejscowości znajdują się parafialna cerkiew prawosławna pw. św. Proroka Eliasza i kościół rzymskokatolicki pw. Matki Bożej Szkaplerznej.

## Historia
W XVII wieku dobra te były własnością rodziny Sapiehów herbu Lis. W 1701 roku zostały oddane w zastaw Dionizemu Massalskiemu, a w 1742 roku kupił je Mikołaj Tadeusz Łopaciński, który wkrótce odstąpił je swemu młodszemu bratu Ignacemu Błażejowi. Ignacy podzielił w 1794 roku swój liczący 24 tysiące dziesięcin majątek między swoich synów. Miasteczko Jody, dwór i cerkiew (wzniesioną przez Ignacego i jego żonę Judytę w 1754 roku) otrzymał Marcin Tadeusz Łopaciński (1760–1850). Po nim Jody w spadku dostał jego syn Aleksander (1791–1831). Po śmierci Aleksandra (poległ w powstaniu listopadowym) dobra te przeszły na jego syna Henryka Dominika (1823–1910). Kolejnym właścicielem majątku był najstarszy syn Henryka Aleksander (1848–1917), a ostatnim właścicielem Jodów był najmłodszy syn Aleksandra – Henryk Józef Otto (1864–1941).
Po III rozbiorze Polski w 1795 roku Jody, wcześniej należące do województwa wileńskiego Rzeczypospolitej, znalazły się na terenie powiatu dziśnieńskiego (ujezdu) guberni mińskiej, a od 1843 roku wileńskiej Imperium Rosyjskiego. Po ustabilizowaniu się granicy polsko-radzieckiej w 1921 roku Jody wróciły do Polski, stały się siedzibą gminy Jody w powiecie dzisieńskim województwa nowogródzkiego. 1 stycznia 1926 roku gminę wyłączono z powiatu dziśnieńskiego i przyłączono do powiatu brasławskiego w województwie wileńskim. Od 1945 roku – w ZSRR, od 1991 roku – na terenie Republiki Białorusi. 

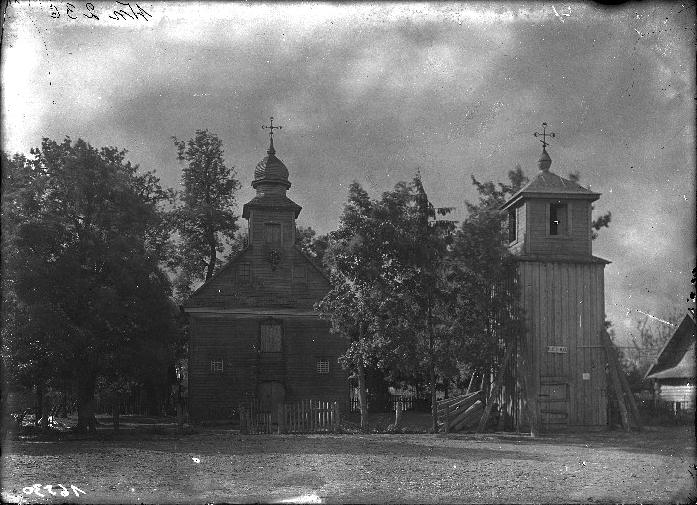
Cerkiew pw. proroka Eliasza (przed 1930 rokiem)

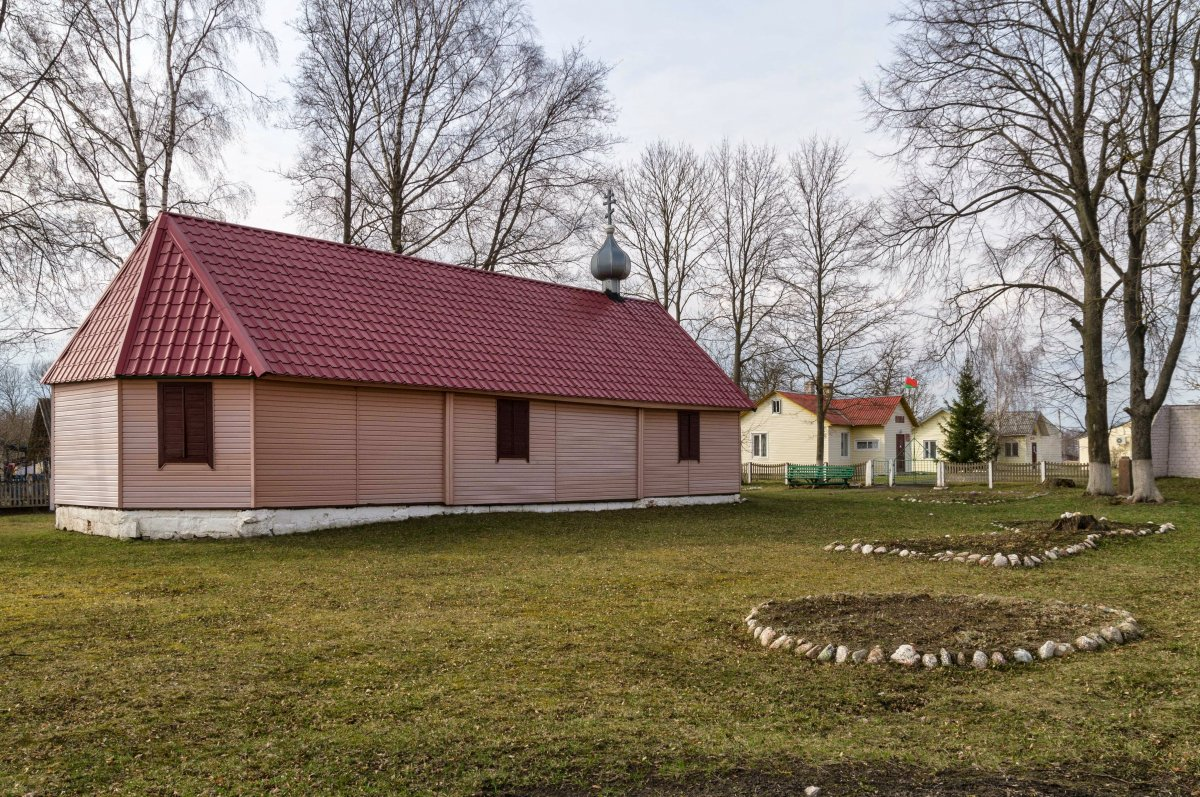
Cerkiew św. Eliasza (2016)

XVIII-wieczna cerkiew pw. proroka Eliasza nie przetrwała II wojny światowej. W dwudziestoleciu międzywojennym istniała tu duża synagoga. Żydowskie dzieci uczyły się hebrajskiego i Talmudu w polskiej szkole po godzinach.
17 grudnia 1941 roku Niemcy zamordowali we wsi około 500 Żydów, co upamiętnia stojący tu kamień pamiątkowy.
W 1945 roku wzniesiono nową cerkiew pw. proroka Eliasza.
W 2000 roku wieś uzyskała status agromiasteczka. Działają tu: szkoła średnia, ambulatorium, dom kultury, biblioteka, apteka, poczta, siedziba leśnictwa, kaplica katolicka i cerkiew.
Liczba ludności miejscowości kształtowała się następująco:
- 1866 – 179
- 1882 – 423
- 1921 – 479 osób, 172 było wyznania rzymskokatolickiego, 52 prawosławnego, 238 mojżeszowego, 17 innego. Jednocześnie 435 mieszkańców zadeklarowało polską przynależność narodową a 44 białoruską. Były tu 74 budynki mieszkalne[8].
- 1931 – w 117 domach zamieszkiwały 744 osoby[9], tuż przed II wojną światową mieszkało tu około 500 Żydów

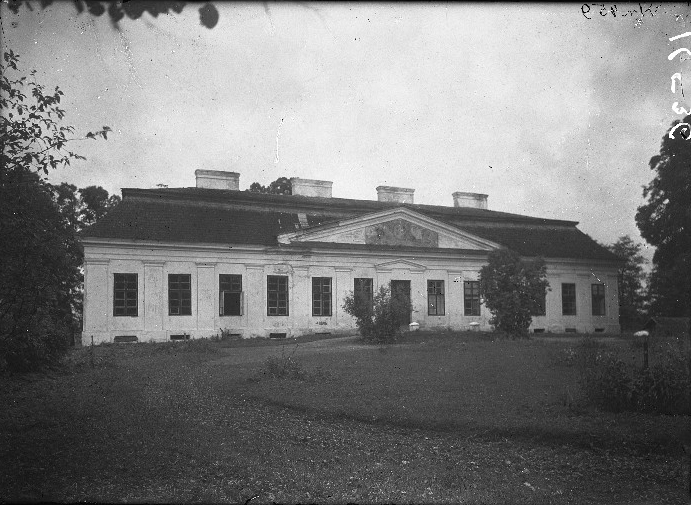
Dwór w Jodach (przed 1930 rokiem)

- 1997 – 483
- 2009 – 424[10].

## Dwór i park
Ignacy Błażej Łopaciński wybudował w Jodach około 1748 roku dwór, który przetrwał w posiadaniu jego potomków do 1939 roku. Dwór w Jodach został wzniesiony na niewielkim wzgórzu. Był to parterowy, na planie prostokąta i wysokich piwnicach zbudowany budynek. Jego frontowa elewacja była trzynastoosiowa z wejściem zwieńczonym skromnym trójkątnym przyczółkiem łączącym dwa pilastry. Pięcioosiowa część środkowa zwieńczona była szerokim trójkątnym frontonem dekorowanym wielką, wykonaną w sztukaterii płaskorzeźbą przedstawiającą kartusz z herbami właścicieli. Dwór był nakryty stosunkowo płaskim, łamanym dachem gontowym. W dworze były przetrzymywane cenne dokumenty, w tym akta Konfederacji barskiej. Nota bene akta te zostały utracone już w latach 80. XIX wieku: wypożyczone przez historyka Włodzimierza Broel-Platera w celu ich opublikowania, zostały zagubione przez niego w wyniku roztargnienia w czasie podróży.
Dom był otoczony niezbyt dużym parkiem. Przed dworem znajdował się kolisty gazon obsadzony dekoracyjnymi krzewami. Podobny kolisty trawnik był od tylnej strony domu, opadał łagodnie w kierunku pól.
Dwór został ogołocony w czasie I wojny światowej. W dwudziestoleciu międzywojennym świecił pustkami.
Według Powszechnego Spisu Ludności z 1921 roku zamieszkiwało tu 42 osoby, wszystkie były wyznania rzymskokatolickiego i zadeklarowały polską przynależność narodową. Było tu 5 budynków mieszkalnych. W 1931 w 2 domach zamieszkiwało 8 osób. Przed wojną funkcjonowała również osada Jody. W 1931 w 1 domu zamieszkiwało 5 osób.
Majątek Jody został opisany w 4. tomie Dziejów rezydencji na dawnych kresach Rzeczypospolitej Romana Aftanazego.